# 双十節事件
双十節事件（そうじゅうせつじけん）は、1943年10月10日（双十節）以降に、日本軍が占領統治していた昭南特別市（シンガポール）で、同年9月に起きた昭南港爆破事件への連合国捕虜の関与を疑った昭南憲兵隊が、英国人や中国人などの上流著名人ら50人以上を逮捕して拷問・虐待し、15人を死亡させたとされる事件。戦後、イギリス軍シンガポール裁判で昭南憲兵隊の関係者8人が絞首刑の判決を下された。

## 昭南港爆破事件
1943年9月27日に、昭南港に碇泊中の輸送船及びタンカー7隻が爆沈するという昭南港爆破事件が起き、事故直後から日本軍による大規模な捜索が行われたが、犯行につながる証拠は見つからなかった。
警備隊・憲兵隊は、シンガポールに残ったスパイが協力したのではないかと考え、「要注意人物」と考えていたユーラシアンや華僑の住民をしらみつぶしに検挙し、取り調べた。憲兵隊に逮捕された市民は千数百人に上った。

## 双十節事件
英名 Double Tenth incident（ en:Double Tenth incident）。1943年10月10日以降、昭南憲兵隊は、「シンガポールに抑留されている英国人が事件の首謀者だ」と内部通報があったとして、サイム路(sime road)にあった連合国人収容所への立入捜査を強行した。
短波ラジオを隠し持っていた者が逮捕、拷問されたが、犯行を自供する者はいなかった。憲兵隊は連合国人の収容所を何度も捜索し。1943年10月10日から翌1944年4月2日までの間に57名の連合国人を逮捕して拷問を加えながら取り調べ、うち15名を拷問により死亡させた。今日では、昭南港爆破事件は全てオーストラリア等にいた英豪軍関係者らによって計画されたもので、収容所にいた者らは全く無関係で、自白のしようもなかったとされている。
同収容所には旧英政府時代の高官や牧師など著名人が多数収容されており、シンガポール統治の三役とされた総督、大僧正、極東情報局長のうち、大僧正と極東情報局長のスコットも虐待の被害者となった。スコット極東情報局長は辛うじて拷問死を免れた。
この事件で日本軍が逮捕した英国人は最終的に100人にのぼり、30人が裁判にかけられ、1人が死刑、15人が3-15年の有期刑に処されたほか、容疑者のうち1名が自殺、3名が病死した。また英国人とは別に犯人に隠れ家や食料を提供したとして100人近いマレー人が逮捕された。

## 戦犯裁判
戦後、イギリス軍シンガポール裁判で、憲兵隊による拷問致死が戦争犯罪とされて、昭南憲兵隊の憲兵分隊隊長・住田中佐以下21名が起訴され、住田隊長以下8名が絞首刑になった。